# Lizzano
Lizzano – miejscowość i gmina we Włoszech, w regionie Apulia, w prowincji Tarent.
Według danych na rok 2004 gminę zamieszkiwało 10 177 osób, 221,2 os./km².